# Qazaqstan Top Division 1998
La Qazaqstan Top Division 1998 è stata la 7ª edizione della massima divisione del calcio kazako.

## Stagione

### Novità
Al termine della stagione 1997, è retrocesso in Birinşi Lïga l'Ūlytau. Dalla Birinşi Lïga sono salite Nasha Kompanııa, Ferro Aqtöbe e Ýralec. Il Qairat, sostituito dal CSKA Almaty, ripartirà dalla Birinşi Lïga. L'Aqtöbe, non si è iscritto a questa edizione del torneo, così come il neopromosso Ferro Aqtöbe.
Prima dell'inizio della stagione, l'Avtomobïlïst ha cambiato il nome in Xïmïk Stepnogorsk e si è spostato nella città di Stepnogorsk. L'Ýralec ha cambiato denominazione in Naryn.

## Classifica
|                       | Pos. | Squadra           | Pt | G  | V  | N | P  | GF | GS | DR  |
| --------------------- | ---- | ----------------- | -- | -- | -- | - | -- | -- | -- | --- |
| Kazakistan (bandiera) | 1.   | Elimaı            | 63 | 26 | 20 | 3 | 3  | 60 | 20 | +40 |
|                       | 2.   | Batır             | 59 | 26 | 18 | 5 | 3  | 50 | 17 | +33 |
|                       | 3.   | Ertis             | 57 | 26 | 17 | 6 | 3  | 44 | 15 | +29 |
|                       | 4.   | Qaısar-Hurricane  | 53 | 26 | 16 | 5 | 5  | 42 | 17 | +25 |
|                       | 5.   | Vostok Óskemen    | 52 | 26 | 17 | 1 | 8  | 49 | 25 | +24 |
|                       | 6.   | Astana 1964       | 51 | 26 | 15 | 6 | 5  | 45 | 22 | +23 |
|                       | 7.   | CSKA Almaty       | 43 | 26 | 13 | 4 | 5  | 45 | 32 | +13 |
|                       | 8.   | Xïmïk Stepnogorsk | 29 | 26 | 7  | 8 | 11 | 22 | 33 | -11 |
|                       | 9.   | Shahter Qaraǵandy | 28 | 26 | 8  | 4 | 14 | 29 | 32 | -3  |
|                       | 10.  | Taraz             | 27 | 26 | 7  | 4 | 13 | 33 | 35 | -2  |
|                       | 11.  | Jiger             | 22 | 26 | 6  | 4 | 16 | 31 | 49 | -18 |
|                       | 12.  | Nasha Kompanııa   | 15 | 26 | 3  | 6 | 17 | 15 | 50 | -35 |
|                       | 13.  | Bolat             | 12 | 26 | 3  | 3 | 20 | 10 | 60 | -50 |
|                       | 14.  | Naryn             | 3  | 26 | 0  | 3 | 23 | 11 | 73 | -62 |

Legenda:
      Ammessa al Campionato d'Asia per club 1999-2000
      Ammessa alla Coppa delle Coppe dell'AFC 1999-2000
      Retrocesse in Birinşi Lïga 1999
Note:
Tre punti a vittoria, uno a pareggio, zero a sconfitta.